# Bernardus Struben
Bernardus Struben (Meppel, 16 mei 1908 - Haren, 26 juni 1993) was een Nederlandse burgemeester.

## Leven en werk
Struben studeerde rechten. Hij was in de eerste jaren van de Tweede Wereldoorlog leider van de distributiedienst in de gemeente De Wijk. Per 15 mei 1941 werd hij benoemd tot burgemeester van Eelde. Bij besluit van de commissaris-generaal voor bestuur en justitie werd hij op 14 mei 1943 ontslagen en vervangen door NSB-burgemeester Dijkstra. Struben dook vervolgens onder.
Na de oorlog keerde mr. Struben terug in Eelde, waar hij van 1 december 1946 tot 1 juni 1973 opnieuw burgemeester was. Hij was betrokken bij de totstandkoming van het eerste Bloemencorso Eelde in 1957. In 1968 werd hij benoemd tot Ridder in de Orde van Oranje-Nassau. Struben had diverse nevenfuncties en was onder meer voorzitter van de burgemeesterskring Noord-Drenthe, commissaris van de GSD-Busdienst en lid van de raad van bestuur van het vliegveld Eelde. Na zijn pensionering vestigde hij zich met zijn vrouw in Haren. In 1974 werd hij benoemd tot ereburger van Eelde.